# Benedettine olivetane
Le monache benedettine olivetane sono un istituto religioso femminile di diritto pontificio con case autonome.

## Storia
Il primo monastero femminile a essere aggregato alla congregazione olivetana fu quello (già basiliano) di San Giacomo a Bari (poi trasferito a Palo del Colle): subito dopo l'approvazione degli olivetani da parte di papa Clemente VI, nel 1344 le monache di San Giacomo adottarono l'abito, la regola e le costituzioni dei benedettini di Monte Oliveto.
Attorno al 1512 Francesca Leofanti, già religiosa francescana nel convento palermitano di Santa Chiara, fondò il monastero di Santa Maria delle Grazie di Monte Oliveto (o Badia Nuova), ma i monaci olivetani lasciarono presto la direzione della comunità che passò alle dipendenze del vescovo.
Verso la metà del Seicento aderirono alla congregazione olivetana i monasteri di Santa Croce di Modugno (già delle clarisse) e di San Pietro di Bitonto; comunità femminili olivetane sorsero anche in Francia, a Poyanne e a Le Bec-Hellouin.
A Schotenhof, in Belgio, l'abate olivetano Constantine Bosschaerts diede inizio a un ramo autonomo di monache di Santa Maria di Monte Oliveto, con finalità essenzialmente ecumeniche.
Oltre alle monache, alla congregazione olivetana sono (o sono state) legate le oblate secolari, le Nobili Oblate di Tor de' Specchi di santa Francesca Romana, le Nobili Dame di Santa Francesca Romana sorte nella chiesa olivetana di San Sepolcro di Piacenza per volere della duchessa di Parma Dorotea Sofia di Neuburg, le suore Stabilite nella Carità di Firenze; la federazione delle benedettine olivetane di Santa Croce (Cham e Pusan), la congregazione delle benedettine olivetane di Jonesboro, in Arkansas.

## Attività e diffusione
Le monache sono interamente dedite alla vita contemplativa e osservano la clausura papale.
L'abito delle monache olivetane è costituito da tonaca, scapolare, cocolla e soggolo di colore bianco e velo nero.
Sono presenti in Francia, Italia e a Gerusalemme.
Alla fine del 2015 le olivetane contavano 4 monasteri e 58 religiose.